# Wilhelm Weiß
Pour les articles homonymes, voir Weiß.
Wilhelm Weiß (né le 31 mars 1892 à Stadtsteinach et mort le 24 février 1950 à Wasserburg am Inn) est député du Reichstag, SA-Obergruppenführer et rédacteur en chef du Völkischer Beobachter. 
Weiß est venu au journalisme après la Première Guerre mondiale grâce à son travail au service de presse du ministère bavarois de la Guerre. Il s'implique très tôt dans le mouvement national et devient un fervent adepte des idées d'Adolf Hitler. Avant 1933, année où le NSDAP est arrivé au pouvoir, il est condamné pour plusieurs crimes politiques. 
Dès qu'Hitler et le NSDAP sont au pouvoir, Weiß organise la synchronisation de la presse. Dans certains cas, cependant, il veille également à ce que les journalistes soient autorisés à conserver leur emploi malgré la loi sur les éditeurs. 
Cependant, il n'a jamais remis en question le national-socialisme. 

## Biographie

### Formation et Première Guerre mondiale
Après être diplômé du Maximiliansgymnasium de Munich qu'il ne fréquente que pendant la dernière année, le fils du Rentamtmanns royal a.D. Karl Weiß  rejoint en 1911 l'armée bavaroise comme enseigne. Promu lieutenant en 1913, il est transféré en 1915 pendant la Première Guerre mondiale de l'artillerie à pied au service aérien de la forteresse de Metz. Weiß est grièvement blessé en tant qu'observateur lors d'un vol d'exploration ; sa jambe gauche a dû être amputée. Néanmoins, il est promu premier lieutenant en 1917 avant d'être transféré au ministère bavarois de la Guerre en 1918, peu avant la fin de la guerre. En 1920, il est démobilisé au rang de capitaine caractérisé. 
Dès 1919, Weiß est membre de la direction régionale de la Einwohnerwehr de Bavière, grâce à laquelle il est nommé rédacteur en chef de la revue Heimatland en 1921, un périodique qui est déjà fortement influencé par le national-socialisme. 

### Carrière au NSDAP

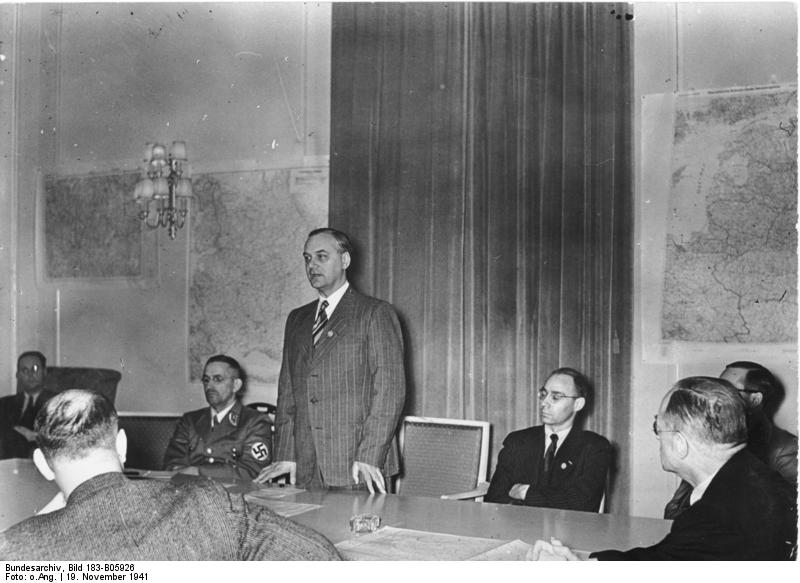
19 novembre 1941: lors d'une conférence de presse, Wilhelm Weiß s'assoit à droite d'Alfred Rosenberg, qui se tient à une table et prend la parole à l'occasion de l'annonce publique de sa nouvelle fonction de ministre de l'Est. Son représentant Alfred Meyer est assis à gauche de Rosenberg.

En 1922, il est l'un des premiers à rejoindre le NSDAP et participe également au putsch Hitler-Ludendorff et à la marche vers la Feldherrnhalle. 
Entre 1924 et 1926, Weiß obtient un poste de rédacteur en chef du Völkischer Kurier et rédacteur en chef de l'hebdomadaire Arminius en 1926, avant de devenir chef de service à la rédaction du Völkischer Beobachter (VB) depuis janvier 1927. 
Sa carrière militaire s'accélère en 1930 quand il est nommé SA-Oberführer dans l'état-major de la direction suprême des SA (OSAF). Dans le même temps, Weiß devient chef du bureau de presse de la SA. En plus de son travail au VB, il est également rédacteur en chef de la revue antisémite Brennessel à partir de 1931, et en 1932, il devient chef de l'éditeur central de la maison d'édition centrale du NSDAP. 
Ce n'est qu'en 1933 que Weiß devient député et, à partir de 1938, en tant que successeur d'Alfred Rosenberg, rédacteur en chef du VB. Il occupe également, de 1933 à 1945, la direction de l'Association du Reich de la presse allemande (RDP) et à partir de mars 1933 député du Reichstag. 
Promu chef du groupe SA en février 1934, il est membre du tribunal populaire à partir de juillet de la même année. En 1935, Weiß devient membre de la chambre de la culture du Reich et en 1936, il prend la direction du NSDAP. En 1937, il est promu SA-Obergruppenführer. 
Après 1945, Weiss est arrêté et interné. En 1949, il est condamné devant un tribunal de Munich à trois ans dans un camp de travail, à 30 % de confiscation de biens et à dix ans d'interdiction de travailler. Comme d'habitude, la détention en internement est comptabilisée dans la durée de la peine. Wilhelm Weiß décède à l'âge de 57 ans avant que la décision du jury ne devienne définitive. 